# Joventut Nacionalista Republicana
Joventut Nacionalista Republicana fou una organització política valenciana creada el 1915 i presidida per Álvaro Pascual-Leone Forner, Juli Just Gimeno i Francesc Puig i Espert que pretenia que el Partit d'Unió Republicana Autonomista acceptés el valencianisme com a programa polític. Tanmateix, el cap del blasquisme, Fèlix Azzati i Descalci, es va negar en rodó, i el grup es va dissoldre el 1918. Molts dels militants nodriren nous grups com la Joventut Valencianista o a la Joventut Republicana Nacionalista.